# Callona thoracica
Callona thoracica là một loài bọ cánh cứng trong họ Cerambycidae.